# Triza Atuka
Triza Atuka est une joueuse kényane de volley-ball née le 14 avril 1992.

## Biographie
Elle fait partie de l'équipe du Kenya féminine de volley-ball.
Elle participe au Championnat du monde féminin de volley-ball 2010, au championnat d'Afrique 2015 puis au championnat du monde 2018,.
Elle remporte la médaille d'or des Jeux africains de 2019.
Elle est nommée porte-drapeau de la délégation du Kenya aux Jeux olympiques d'été de 2024 à Paris aux côtés de l'athlète Ferdinand Omanyala.

## Clubs
- 2017-2018  Kenya Pipelines[5]

## Palmarès

### En sélection
- Médaille d'or du Championnat d'Afrique féminin de volley-ball 2015
- Médaille d'or des Jeux africains de 2019
- Médaille de bronze des Jeux africains de 2023

### Distinctions individuelles
En 2016, la Fédération kényane de volley-ball a élu Triza Atuka meilleure joueuse féminine (MVP).